# Konspiration
|  | Wiktionary har ordboksartiklar om konspiration och sammansvärjning. |

Konspiration (av latinets conspirare: 'andas tillsammans'), komplott eller sammansvärjning, syftar på ett hemligt samarbete mellan en grupp individer med dunkelt, olagligt eller illasinnat syfte.
Konspirationism är tron att världen styrs genom konspirationer.

## Kända konspirationer i världshistorien

### 20-juli-attentatet
20 juli-attentatet mot Adolf Hitler.

### "Bad booze"
Under förbudstiden i USA uppmanade regeringen tillverkare av industriell alkohol att blanda farliga kemikalier i alkoholen för att avskräcka folk från att dricka alkoholen. När förbudstiden var slut hade 10 000 människor dött på grund av förgiftade drycker.

### Bröderna Gracchus
I gamla Rom mördades de revolutionära folktribunerna Tiberius Gracchus och Gaius Gracchus av en grupp konservativa senatorer år 133 f.Kr.

### Dalai Lama jobbade för CIA
På 1960-talet stödde CIA det tibetanska motståndet mot Kina med 1,7 miljoner US-Dollar per år. Även Dalai Lama stod på CIA:s lönelista med 180 000 dollar årligen.

### Dieselgate
Hösten 2015 avslöjades att bilföretaget Volkswagen hade fuskat med utsläppstest. Bilarnas mjukvara hade programmerats så att den hade två olika lägen: ett "normalläge" som användes i vardaglig bilkörning och ett "optimalläge" som användes vid utsläppstest och där utsläppen var mycket lägre. Totalt handlade det om 11,5 miljoner bilar som såldes med den typen av mjukvara. Senare upptäcktes att även andra biltillverkare som till exempel Mercedes-Benz och BMW hade fuskat med utsläppstesterna.

### Echelon
Ett tidigt globalt övervakningsnätverk, vars existens hölls hemlig tills det avslöjades av EU 2001. Dess existens avfärdades som en konspirationsteori dessförinnan.

### "Gaydar"
På 1960-talet lät den kanadensiska regeringen utveckla en maskin som skulle spåra statsanställdas sexuella läggning. Maskinen registrerade kroppsliga reaktioner medan personerna tittade på samkönad pornografi. De testade fick veta att maskinen mäter stressnivåerna. Mer än 9 000 personer undersöktes och 400 avskedades eller uteslöts.

### Iran-Contras-affären
Iran–Contras-affären var en politisk skandal där det uppdagades att USA sålde vapen till Iran (vilket var förbjudet på grund av en handelsbojkott mot Iran) för att få loss fängslade amerikanare i Libanon. Pengarna från vapenförsäljningen slussades vidare till Contras, en grupp som försökte att störta den demokratiskt valda regeringen i Nicaragua. En nyckelfigur i skandalen var Oliver North, en medlem i USA:s nationella säkerhetsråd (National Security Council). USA:s president Ronald Reagan gav en offentlig ursäkt och tog ansvar för affären, men i ett förhör 1990 sa han 150 gånger att han inte mindes detaljerna i skandalen.

### NSA-skandalen
Edward Snowden visade att rykten var sanna om olika former av dataintrång från statlig underrättelseverksamhet, bland annat att FRA har bedrivit aktiv övervakning av individer och organisationer och inte bara passiv signalspaning, och detta redan innan FRA-lagen.

### "Operation Ajax"
I början av 1900-talet hade britterna för en billig peng köpt rätten att utvinna olja i Iran. Via brittiska Anglo-Iranian Oil Company gjordes enorma vinster som den iranska staten bara fick en liten del av. Missnöjet över detta tillstånd ledde till valet av Mohammad Mosaddegh som förstatligade det brittiska oljebolaget. Eftersom britterna nu gick miste om vinsterna från oljan bestämde de sig för att störta Mossadegh med hjälp av CIA vilket USA:s president Dwight Eisenhower gav klartecken till i juni 1953 och som inom CIA kom att gå under beteckningen "Operation Ajax" (se, Statskuppen i Iran 1953). Genom en allians med iranska nyckelfigurer som general Fazlollah Zahedi och Ayatollah Kashani störtades Mossadeq. Följderna blev att britterna fick kontroll över oljan igen, att premiärministern samt alla av hans anhängare fängslades och att shah Mohammad Reza Pahlavi återvände till landet från sin kortvariga exil.

### Project MKUltra
Effekterna av LSD och tortyrliknande psykologiska behandlingar testades av CIA på amerikanska soldater utan att informera dem innan, inom Project MKUltra. Flera av försökspersonerna dog.

### Project Sunshine
Efter atombomberna på Hiroshima och Nagasaki ville man testa effekten av radioaktiv strålning på kroppen. Därför byggde USA:s regering upp ett världsomfattande nätverk där man stal delar av 1 500 nyligen bortgångna bebisars och barns kroppar. Detta skedde utan familjernas medgivande eller kännedom.

### Scientologi
1973 försökte Scientologikyrkan infiltrera amerikanska myndigheter, ambassader och konsulat för att smutskasta personer som var kritiska mot scientologin. Flera personer inom Scientologikyrkan dömdes till fängelse för inblandning i operation Snowwhite.

### Skotten i Sarajevo
Skotten i Sarajevo den 28 juni 1914 genomfördes av Gavrilo Princip och andra sammansvurna och utgör enligt Göran Rystad en "traditionell nationalistisk konspiration". Händelsen utlöste första världskriget.

### Stay-behind/Gladio
Se även: Stay-behind
Under kalla kriget bildades ett hemligt Nato-nätverk i Västeuropa vid namnet "Stay-behind"/"Gladio" som i händelse av en sovjetisk ockupation skulle bekämpa ockupanterna. När den sovjetiska ockupationen aldrig kom ägnade sig motståndsrörelsen åt att bekämpa den politiska vänstern i flera länder. I Italien var rörelsen en del av terrorvågen på 1970-talet där flera anslag genomfördes, officiellt skylldes attentaten på vänstergrupper. I Grekland hjälpte Stay-behind till vid högerns militärkupp 1967 och i Turkiet användes gruppen för att bekämpa kurder. "Gladio" avslöjades i Italien i början av 1990-talet och ledde till en stor regeringsskandal. Den svenska avdelningen bildades 1945 under statsminister Tage Erlanders medverkan, dock utan att riksdagen hade någon kännedom om gruppen. Svenska Stay-behind underhöll nära kontakter med CIA vilket var en känslig fråga då Sverige officiellt var neutralt.

### "The U.S. vs. John Lennon"
På 1970-talet tog John Lennon ställning mot kriget i Vietnam. Tillsammans med Yoko Ono gav han intervjuer om fred och uttryckte sitt budskap även musikaliskt i låtar som "Give Peace a Chance" samt "Imagine" och Lennon blev en aktiv motståndare till president Richard Nixons omval under valrörelsen 1972. Han planerade även en aktiv kampanj där han ville uppmana unga väljare att rösta emot Richard Nixon. Lennons aktiviteter under den begynnande valrörelsen blev startskottet för regeringen att spionera på John Lennon via FBI. Man besökte hans konserter där man tog anteckningar om hans uppträdanden och man samlade in information om musikerns privatliv. Allt sammanställdes i en fil som FBI hade skapat för allting som rörde John Lennon. Man försökte även att få musikern ut ur landet, i mars 1972 vägrade USA:s migrationsverk att förnya hans uppehållstillstånd och påbörjade Lennons deportation. Så småningom visade regeringens åtgärder effekt och engelsmannen annonserade i maj 1972 att han skulle sluta engagera sig i presidentvalet.

### Tobaksföretagen kände till faran med rökning
Sedan 1950-talet har tobaksföretagen känt till att det finns ett statistiskt samband mellan rökning och lungcancer men först på 1990-talet erkände Philip Morris att sambandet finns.

### Tonkinbuktsintermezzot
Enligt den officiella versionen attackerades det US-amerikanska krigsskeppet Maddox av den nordvietnamesiska armén i Tonkinbukten vilket blev startskottet för USA:s krig i Vietnam. Tidigare hemligstämplade dokument visar dock att Maddox var involverad i en gemensam operation med sydvietnamesiska trupper mot Nordvietnam och att den nordvietnamesiska armén besvarade elden.

### Watergateskandalen
President Nixons och dennes medarbetares försök att dölja Watergateskandalen.

### Övriga
- Catilinas konspiration
- Marcus Junius Brutus konspiration mot Julius Caesar
- Krutkonspirationen

### I Sverige eller mot svenskar
- Krutkonspirationen 1536 mot Gustav Vasa
- Konspirationen 1569, Mornays komplott 1574 och konspirationen 1576, alla mot Johan III för att återinsätta Erik XIV
- Kuppen 1756, statskuppsförsök av drottning Lovisa Ulrika mot ständerväldet
- Anjalaförbundets sammansvärjning mot Gustav III
- Armfeltska konspirationen, att med rysk hjälp avsätta Gustav IV Adolfs förmyndarregering
- 1809 års män, som genomförde statskuppen 1809 mot Gustav IV Adolf
- Mordet på diplomaten Folke Bernadotte i Jerusalem 1948

#### IB-affären
I maj 1973 avslöjade journalisterna Jan Guillou och Peter Bratt att Informationsbyrån (IB) ägnade sig åt att åsiktsregistrera hundratusentals svenskar, bland annat kommunister eller vänstersympatisörer i allmänhet. Detta skedde i nära samarbete med regeringen, det vill säga socialdemokraterna. Verksamheten hade under beteckningen B-kontoret och T-kontoret pågått sedan början av 1950-talet. Även Säkerhetspolisen (säpo) var iblandad i registreringen och bytte information med IB. IB existerade fram till 1982 när det bytte namn till SSI, sedan 1994 heter det KSI. I vilken omfattning verksamheten fortsatte efter avslöjandet 1973 är okänt.